# プリシラ・プレスリー
プリシラ・プレスリー（英語: Priscilla Ann Wagner、1945年5月24日 - ）は、アメリカ合衆国の実業家、女優。エルヴィス・プレスリーの元妻で、管理するグレイスランドをアメリカでトップの観光地の1つに作り上げたエルヴィス・プレスリー・エンタープライズ(EPE)の共同創立者で、1982年から1998年までCEOであった。『裸の銃を持つ男』シリーズ3本に出演し、レスリー・ニールセンと共演した。ロングランの連続テレビドラマ『ダラス』でジェナ・ウェイド役を演じた。リサ・マリー・プレスリーは娘。ライリー・キーオは孫娘。

## 来歴
1945年5月24日アメリカ合衆国の東海岸にあるニューヨーク州・ニューヨーク市・ブルックリン区でノルウェー系、イングランド系、アイルランド系及びスコットランド系の家系で生まれた。
母親はノルウェー系アメリカ人のアンナ・リリアン・イバセンである。父親であるジェームズ・フレデリック・ワグナーは、アメリカ海軍に所属のパイロットであった。同年、プリシラが生まれてまもなく父親は外国で飛行中に事故で死亡した。
1948年に母親は、アメリカ空軍の将校であるポール・ボーリューと再婚した。事実上、プリシラが記憶している最初の父親でもあった。幼少期は、毎年のように転勤
を繰り返していた。1956年に父親の仕事の関係で西ドイツの中央西部にあるヘッセン州ヴィースバーデンに移った。
1959年9月13日、ヘッセン州ヴェッテラウ郡バート・ナウハイムでアメリカ陸軍に兵役中であったエルヴィス・プレスリーとパーティー会場において出会った。当時プリシラは、14歳であった。
出会ってから8年後の1967年5月1日にラスベガスで結婚した。それから9ヶ月後の1968年2月1日にリサ・マリーが生まれた。
二人は、1973年2月23日に別れて、同年10月9日に正式に離婚した。

## 女優としてのキャリア
エルヴィスの初期の多くの映画に出資していたハリウッド・プロデューサーのハル・B・ウォリスはプリシラとの契約に興味を示していた。しかしエルヴィスは当時の通例通り「妻は家で夫を支えるべき」との考えを持ち、いかなる仕事もさせるつもりはなかった。プリシラ自身はダンスやモデルに興味を持っていたが、エルヴィスはプリシラがそれをあくまで趣味の範囲として仕事として考えていないものと思っていた。プリシラが地元のとある店舗でモデルの機会を得た際、エルヴィスはそれを止めた。
ドラマ『チャーリーズ・エンジェル』でエンジェルの1人をオファーされていたが、プリシラの好みと合わず断った。プリシラは、ウィリアム・モーリス・エージェンシーと契約した。1980年、ABCの『Those Amazing Animals』で、ホストとしてテレビ・デビューを果たした。1983年、人気テレビ・ドラマ『俺たち賞金稼ぎ!!フォール・ガイ』シーズン2「Manhunter」で女優デビューし、サブリナ・コールドウエル役を演じた。その後、マイケル・ランドン主演のテレビ映画『Love is Forever』に出演した。出演者やスタッフからの扱いは良く、プリシラの演技について多くの共演者らの評価も高かったが、セットでのランドンとの相性は良くなかった。又、同年より出演している、CBSの人気テレビ・シリーズ、『ダラス』においても、ジェナ・ウェイド役を5年間にわたって演じた。ジェナ役を演じた女優はプリシラで3人目であったが、最も長くジェナ役を演じた。1984年、『ダラス』におけるジェンナ・ウェイド役での演技が認められてSoap Opera Digest Awardを受賞した。
1988年、映画『裸の銃を持つ男』シリーズに出演し、レスリー・ニールセンの相手役のヒロイン、ジェーン・スペンサー役を演じた。続編『裸の銃を持つ男 PART2 1/2』(1991年)、『裸の銃を持つ男 PART33 1/3 最後の侮辱』(1994年)にも出演して3作ともヒットし、これら一連のシリーズはプリシラの代名詞ともなった。この間、アンドリュー・ダイス・クレイ主演の『フォード・フェアレーンの冒険』(1990年)に出演した。1990年代半ばから終盤にかけ、ヒット番組『メルローズ・プレイス』、『Touched by an Angel』、『スピン・シティ』にゲスト出演した。
2012年のクリスマス、ロンドンのウィンブルドンにある新ウィンブルドン劇場にて上演された『Snow White and the Seven Dwarfs』でワーウィック・デイヴィスと共演し、パントマイムを披露した。

## 私生活
エルヴィスとの離婚後、数多くの熱愛報道があった。1973年の離婚直後、空手講師のマイク・ストーンと同棲したが、1975年までに関係は解消した。その後、写真家のテリー・オニール、弁護士のロバート・カーダシアン、美容師のエリー・エザーザー、投資家のカーク・カーコリアンと交際していた。
1978年から断続的に6年間、プリシラはモデルのマイケル・エドワーズと同棲していたが、エドワーズとプリシラの10代の娘のリサ・マリーとの感情が高まり関係を解消した。プリシラとエドワーズの交際時、リサ・マリーは10歳から16歳であった。1988年、エドワーズは書籍『Priscilla, Elvis, and Me』(プリシラ、エルヴィス、そして私)を出版してプリシラとの関係を記し、1980年代初頭にプリシラがフリオ・イグレシアスやリチャード・ギアと連絡を取り合っていたことを明かした。
脚本家からコンピューター・プログラマーとなったブラジル人のマルコ・アントニオ・ガルシア(またはマルコ・ガリバルディ)と長年交際し、20年以上同棲していた。1984年、プリシラがガルシアの脚本を読んでプロデュースしたいと考えたことから、共通の友人を介して知り合った。1987年3月1日、2人の間に息子のナヴァロン・ガリバルディが生まれた。ナヴァロンを妊娠していた当時、プリシラは『ダラス』に出演しており、役の上でも妊娠している設定となった。2006年、交際を解消した。交際当初、ガルシアはプリシラともし別れてもプリシラについての本を書かないとの契約書にサインをしていた。
2006年から2009年、プリシラはイギリスのテレビ界の重鎮であるナイジェル・リスゴーと交際していた。2010年代初頭、ラクエル・ウェルチの元夫の料理店主リッチー・パルマー、オーストラリアのエンターテイナーのバリー・クロッカー、ディスクジョッキーのトビー・アンスティスと関係があった。
2017年、長年の友人であり、前年に妻を亡くしたウェールズの歌手であるトム・ジョーンズとの交際の疑惑を複数のメディアが報じた。2021年、ジョーンズはこれらの噂について、1960年代からの知り合いであり、親しい友人であると語った。

## 主な出演作品

### 映画
| 公開年 | 邦題 原題                                                               | 役名                 | 備考       |
| ------ | ----------------------------------------------------------------------- | -------------------- | ---------- |
| 1988   | 裸の銃を持つ男 The Naked Gun                                            | ジェーン・スペンサー |            |
| 1990   | フォード・フェアレーンの冒険 The Adventures of Ford Fairlane            | コーリン・サットン   |            |
| 1991   | 裸の銃を持つ男 2 1/2 The Naked Gun 2 1/2: The Smell of Fear             | ジェーン・スペンサー |            |
| 1994   | 裸の銃を持つ男 33 1/3 最後の侮辱 The Naked Gun 33 1/3: The Final Insult | ジェーン・ドレビン   |            |
| 1997   | オースティン・パワーズ Austin Powers: International Man of Mystery      | エラ・ミスマ         |            |
| 2025   | The naked gun(2025 film)                                                | ジェーン・スペンサー | カメオ出演 |

### テレビドラマ
| 公開年    | 邦題 原題                                                 | 役                       | 備考 |
| --------- | --------------------------------------------------------- | ------------------------ | ---- |
| 1983      | 俺たち賞金稼ぎ!!フォール・ガイ The Fall Guy               | サブリナ・コールドウエル |      |
| 1983      | Love Is Forever                                           | Sandy Redford            |      |
| 1983-1988 | ダラス Dallas                                             | ジェンナ・ウェイド       |      |
| 1993      | ハリウッド・ナイトメア Tales from the Crypt               | Gina                     |      |
| 1996      | メルローズ・プレイス Melrose Place                        | Enfermera Benson         |      |
| 1997      | Touched by an Angel                                       | Meg Saulter              |      |
| 1998      | アインシュタイン/ボクの犬は天才!? Breakfast with Einstein | Keelin                   |      |
| 1999      | スピン・シティ spin city                                  | Marie Paterno            |      |
| 2000      | ヘイレー・ワグナー・ストーリー Hayley Wagner, Star        | Sue Wagner               |      |

## 著作
- 『私のエルヴィス』プリシラ・プレスリー著　小沢瑞穂訳　新潮文庫　1987　ISBN 978-4102240014
- 『Elvis by the Presleys』プリシラ・プレスリー、リサ・マリー・プレスリー共著　2005